# Parasteropleurus lucasi
Parasteropleurus lucasi is een rechtvleugelig insect uit de familie van de sabelsprinkhanen (Tettigoniidae). De wetenschappelijke naam van deze soort is voor het eerst voorgesteld als Ephippigera lucasi door Karl Brunner-von Wattenwyl in een publicatie uit 1882.
Deze soort komt voor in Noordwest-Algerije.